# Roques de l'Ignasi i Cau de la Guineu
Les Roques de l'Ignasi i el Cau de la Guineu es troben al Parc de la Serralada Litoral, concretament a Premià de Dalt (el Maresme). Es troben a Premià de Dalt. Coordenades: x=444498 y=4595884 z=283.
Són anomenades així en homenatge a l'Ignasi, un escalador de Premià de Mar que va ésser el primer a utilitzar-les.
En el conjunt de la part baixa de la pista hi ha diverses cavitats: una d'elles puja fins a la part superior de la roca i s'anomena el Cau de la Guineu, ja que sembla que en aquest forat hi criaven.